# حسین صادقی (جراح ایرانی)
حسین صادقی (بهمن ۱۳۰۸) جراح قلب اهل ایران است.

## ابتدای زندگی و تحصیلات
حسین صادقی پنجم بهمن ۱۳۰۸ در خانواده‌ای ادب دوست در شهر چکنه، بخش سرولایت شهرستان نیشابور به دنیا آمد. تحصیلات ابتدایی را در همان شهر و در مدرسه‌ای آغاز نمود که توسط پدر وی تأسیس یافته بود. او برای ادامه تحصیل یه شهرهای نیشابور و مشهد رفت.
صادقی در سال ۱۳۲۹ در آزمون‌های مرسوم آن زمان جهت ورود به دانشگاه شرکت کرد، و موفق گردید در کنکور دانشکده‌های پزشکی، فیزیک و اعزام به خارج پذیرفته شود و پس از آن جهت ادامه تحصیل راهی سوئیس گردید، تا اینکه در سال ۱۳۳۶ دکترای پزشکی خود را از دانشگاه پزشکی لوزان دریافت داشت. سپس جهت اخذ تخصص عازم آمریکا گردید و توانست در سال ۱۳۴۲ بورد تخصصی جراحی عمومی و فوق تخصص جراحی قلب و ریه را از دانشگاه‌های معتبر ایالات متحده آمریکا دریافت دارد.
وی در طی دوران تحصیل و همچنین پس از آن از بهترین شاگردان و همکاران کریستیان بارنارد جراح مشهور قلب محسوب می‌گردید.

## فعالیت ها
صادقی پس از بازگشت به ایران مدتی در بیمارستان مسیحی مشهد به کار پرداخت و بعد از مدتی خدمت به هموطنان خویش، دوباره جهت مطالعات بیشتر عازم سوئیس گردید و به سمت ریاست بخش جراحی قلب و عروق دانشگاه لوزان منصوب شد. ایشان به مدت نزدیک سی سال ریاست بخش قلب و عروق و کرسی استادی این رشته را در دانشگاه لوزان برعهده داشت تا اینکه در سال ۱۳۷۵ بازنشسته گردید.
صادقی در طی سالیان تدریس و تحقیق در دانشگاه لوزان، ابداعات جدیدی در امر جراحی قلب و عروق به‌وجود آورد. وی در این باره می‌گوید:
در مدت قریب به سی سال، جراحی قلب و عروق را در دانشگاه توسعه دادم، به‌طوری‌که تعداد عمل‌های جراحی قلب باز که در سال اول مسئولیتم فقط ۶۰ عمل بود به متجاوز از ۹۰۰ عمل در سال آخر اشتغالم رسید. در این مدت نوآوری‌هایی در تکنیک جراحی عروق قلبی، تعویض دریچه‌های قلب، جراحی نارسایی‌های مادرزادی قلب و جراحی عروق به‌وجود آوردم.

پیشرفت‌های زیادی هم در مراقبت‌های بعد از عمل انجام دادیم که سبب بهبود نتایج عمل‌های جراحی قلب و عروق گردید. نتایج خوب عمل‌ها هم با بهترین مراکز قلب دنیا رقابت می‌کرد. مثلاً در جراحی پیوند قلبی که تلفات بعد از عمل حتی در بهترین مراکز قلبی جهان بین ۸ تا ۱۰ درصد است در بخش ما فقط ۷/۳ درصد بود.
صادقی در مدت اشتغال در حدود دو هزار نفر از هموطنان خویش را عمل جراحی قلب نموده‌است. همچنین دو نفر از رؤسای جمهور سوئیس را نیز عمل جراحی قلب نموده‌است.
صادقی پس از بازنشستگی بیشتر به کارهای ادبی پرداخت، وی بواسطه آشنایی دیرین با ادبیات فارسی، تصمیم به ترجمه رباعیات عمر خیام به زبان‌های انگلیسی و فرانسه نموده که با تلاش ایشان اثری مشتمل بر ۱۱۰ رباعی منسوب به عمر خیام با خط غلامحسین امیرخانی و تابلوهای محمود فرشچیان به چاپ رسید.

## جوایز
- برنده لوح تقدیر ابن‌سینا در سال ۱۳۸۵.[۴]